# San Vigilio di Marebbe
San Vigilio di Marebbe est une fraction de la commune de Marebbe dans le Trentin-Haut-Adige en Italie. Elle comprend une station de ski qui s'étend sur la pente sud du Plan de Corones et qui est reliée à Valdaora et à San Lorenzo di Sebato par le col Furcia et le val Pusteria.

## Géographie
Le hameau s'élève à 1 201 m d' altitude dans un large bassin dominé par le Plan de Corones (2 275 m), par Pizzo delle Pietre (2 507 m) et par Paraccia (2 438 m). De l'autre côté de la vallée, le village est dominé par le mont Pares (2 396 m) et par le boisé du Piz de Plaies (1700 m), facilement accessible par un téléphérique menant au Giogo (1 620 m), non loin du sommet, d'où la vue s'étend sur le val Badia.
San Vigilio héberge le centre d'accueil du parc naturel Fanes - Sennes - Braies où les visiteurs peuvent recevoir des informations sur le parc (environnement, géologie, paléontologie, activités humaines).
Monuments et lieux d'intérêt

### Architecture religieuse

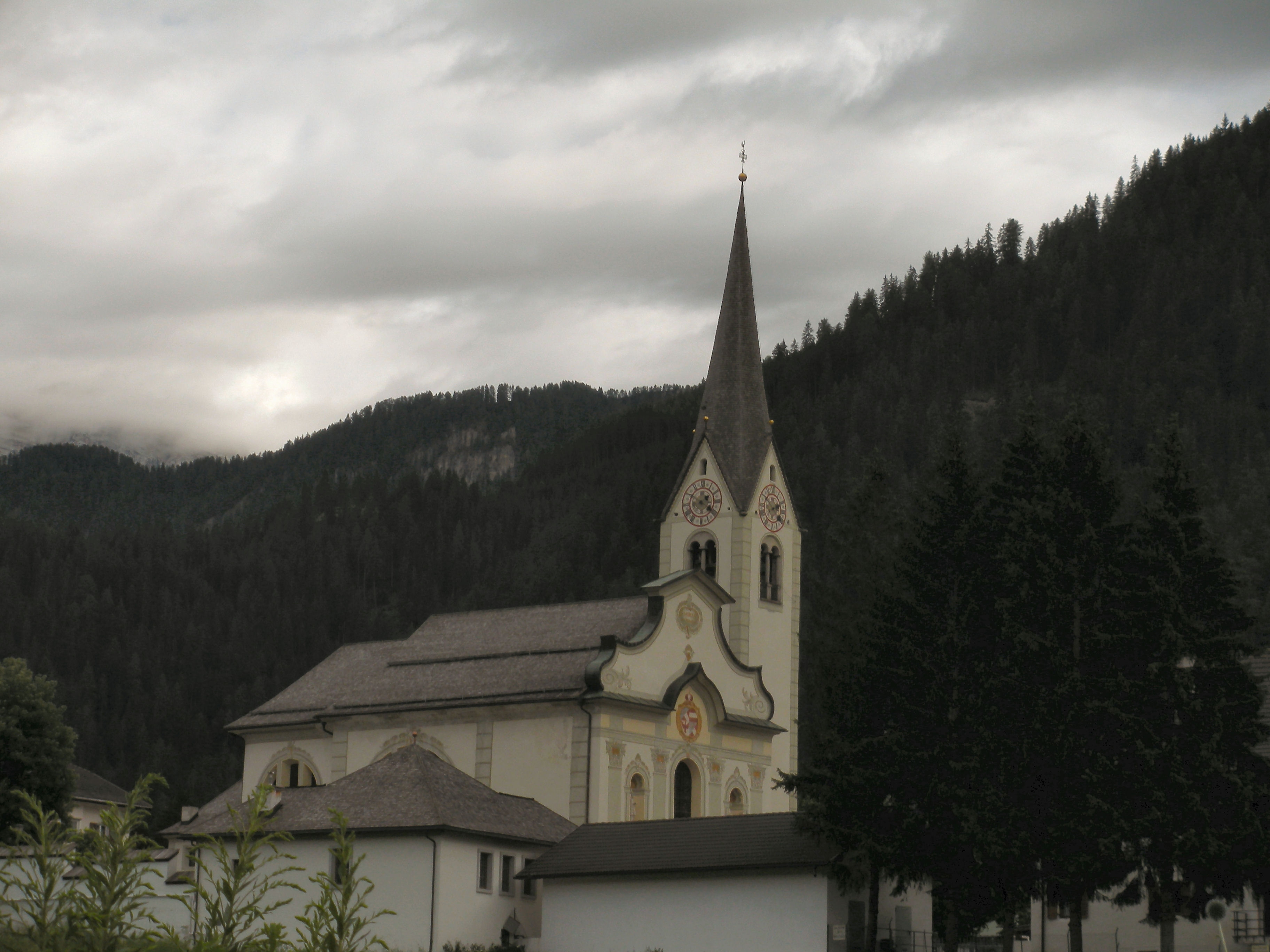
L'église San Vigilio.

L’imposante église paroissiale dédiée à San Vigilio, d’origine gothique, a été reconstruite dans le style rococo entre 1781 et 1782 sur un projet de l’architecte allemand Franz Singer de Götzens et conserve des fresques de Matthäus Günther ; de la structure gothique originale reste le clocher, qui date de 1512.
Le buste en métal est également dédié à San Vigilio, créé en 1991 par le sculpteur Franz Kehrer.

### Architecture civile et monuments
Près de l'église se trouve un monument en l'honneur d'une figure locale légendaire, Caterina Lanz, une fille courageuse qui, à l'époque des guerres napoléoniennes (1797), tenait tête à un groupe de soldats français armés uniquement d'une fourche à foin.

## Sport

### Randonnée
La partie supérieure de la vallée de Marebbe, qui prend le nom de val di Rudo, est traversée par une route carrossable d'environ 12 km, à l'origine une route militaire, qui mène à la grande place où s'élève le refuge de Pederù (1 540 m d' altitude). De là, deux chemins (le transit n'est autorisé que pour les véhicules tout-terrain autorisés) montent les pentes abruptes de la vallée et atteignent les hauts plateaux de Fanes (2 060 m d'altitude) et de Sennes (2 126 m d'altitude), au cœur du parc naturel Fanes - Sennes et Braies (chaque itinéraire prend environ deux heures à pied depuis le refuge de Pederù).
D'autres chemins mènent aux sommets des montagnes qui entourent le bassin de S. Vigilio ; il est également possible de rejoindre, en six heures de marche environ, le lac de Braies, à travers le val Fojedöra et le val Foresta. Il existe également de nombreuses possibilités d'excursions pour les vététistes.
Il existe également des itinéraires plus difficiles pour l'alpinisme, notamment la Via della Pace (environ six heures de trajet et 1 000 m de dénivelé positif). Certains tronçons de la via ferrata partent de l'Alpe di Fanes Grande et suivent le les pistes ouvertes par les soldats austro-hongrois pendant la Première Guerre mondiale atteignent l'un des sommets de la Furcia Rossa ; sur le chemin, il est possible de voir des postes de guerre autrichiens et italiens.

### Ski
La station de ski de San Vigilio s'étend sur le versant sud du Plan de Corones. San Vigilio compte 12 des 31 remontées mécaniques de la région, qui totalisent 100 km de pistes et 200 canons à neige. Depuis 1998, la station a accueilli plusieurs compétitions de ski alpin (coupe d'Europe et FIS). Depuis 2017, elle accueille régulièrement des épreuves de la Coupe du Monde féminine sur la piste d'Erta, dont l'arrivée se situe pratiquement au centre, mais la promotion de l'événement se fait toujours sous le nom de Kronplatz, du nom de la station voisine qui donne son nom à l'ensemble du domaine skiable.
Dans la station, le snowboard et le ski nordique sont également pratiqués. La piste de ski de fond a une longueur de 23 km et une différence de hauteur maximale de 350 m ; elle est divisée en 6 anneaux partant du centre-ville et traverse le parc naturel de Fanes - Sennes et Braies.

### Trail
En 1985, San Vigilio di Marebbe a organisé les premiers Championnats du monde de course à pied en montagne. Parmi les hommes, l'Italien Alfonso Vallicella s'est imposé, tandis que parmi les femmes, c'est l'Allemande Olivia Grüner. 

## Galerie

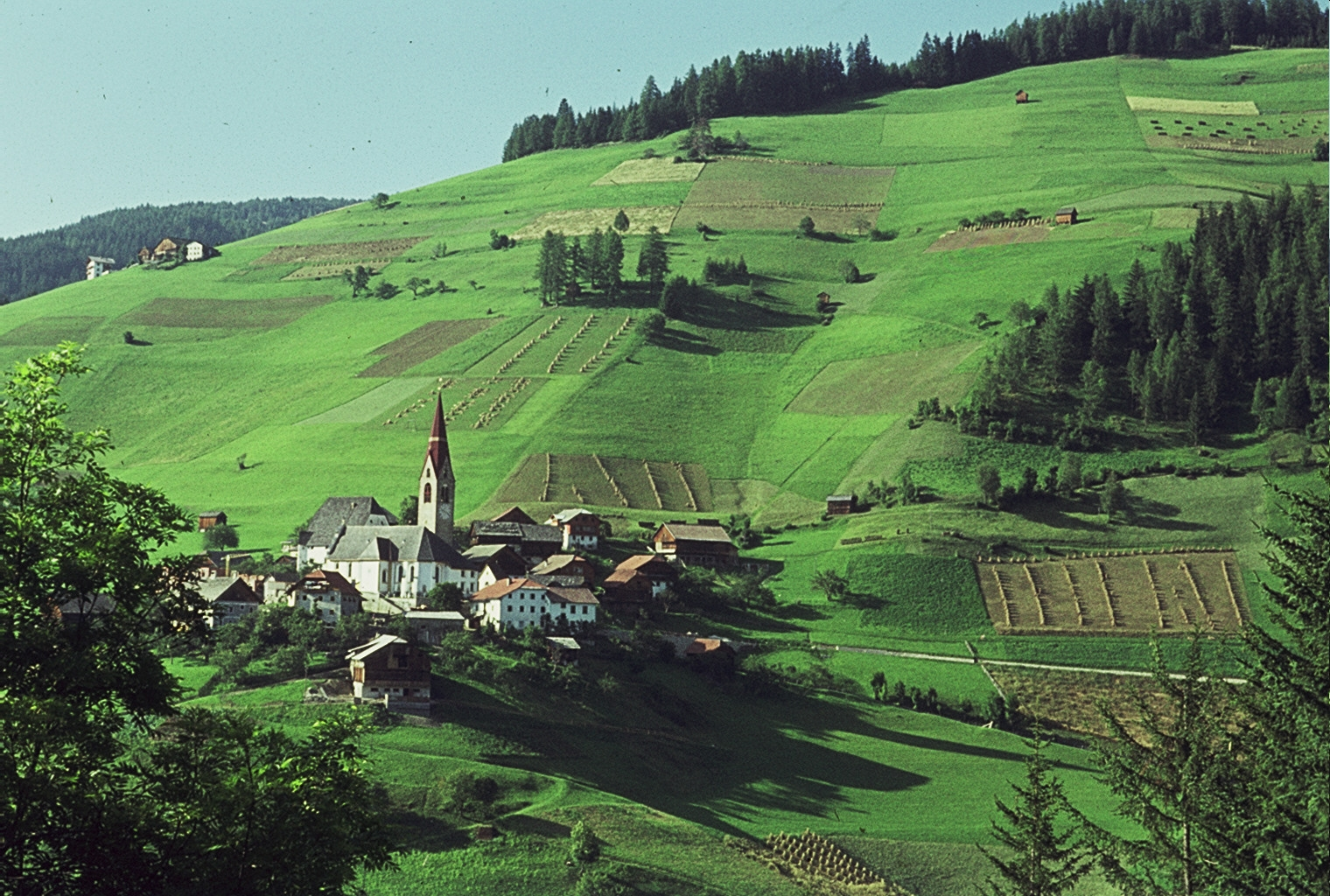
Le hameau dans les années 1960.
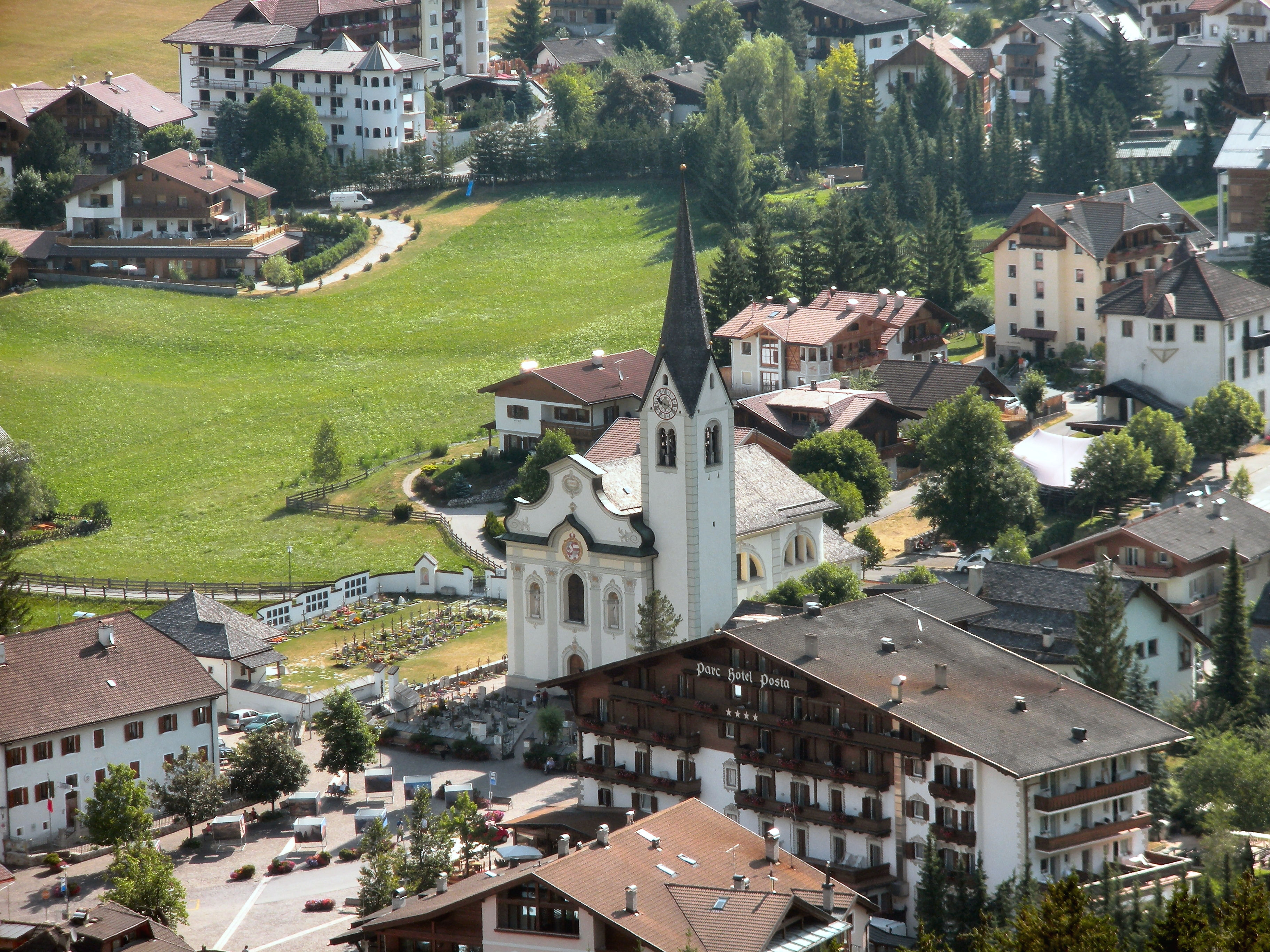
Le centre du hameau.
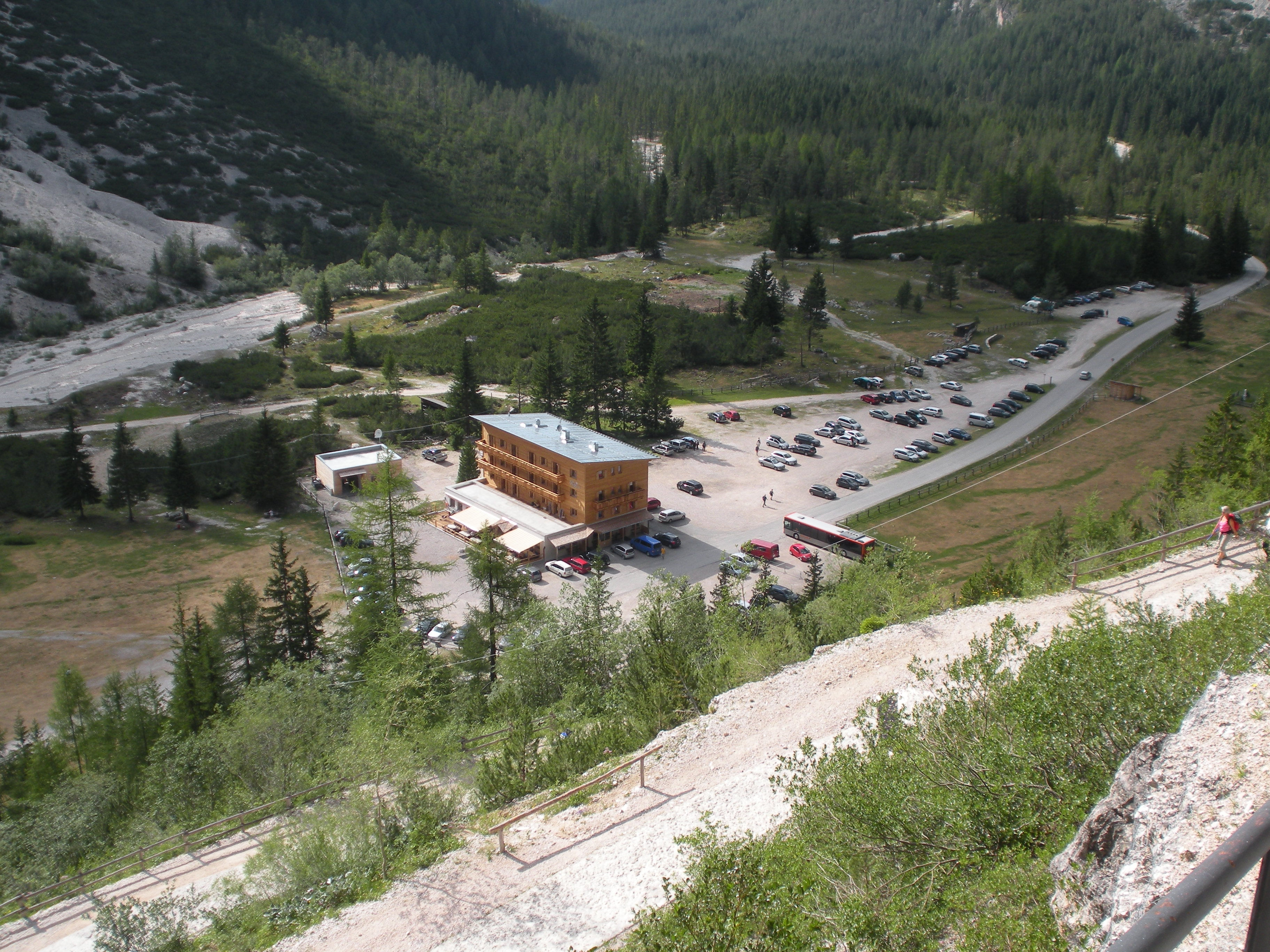
Le refuge Pederü.
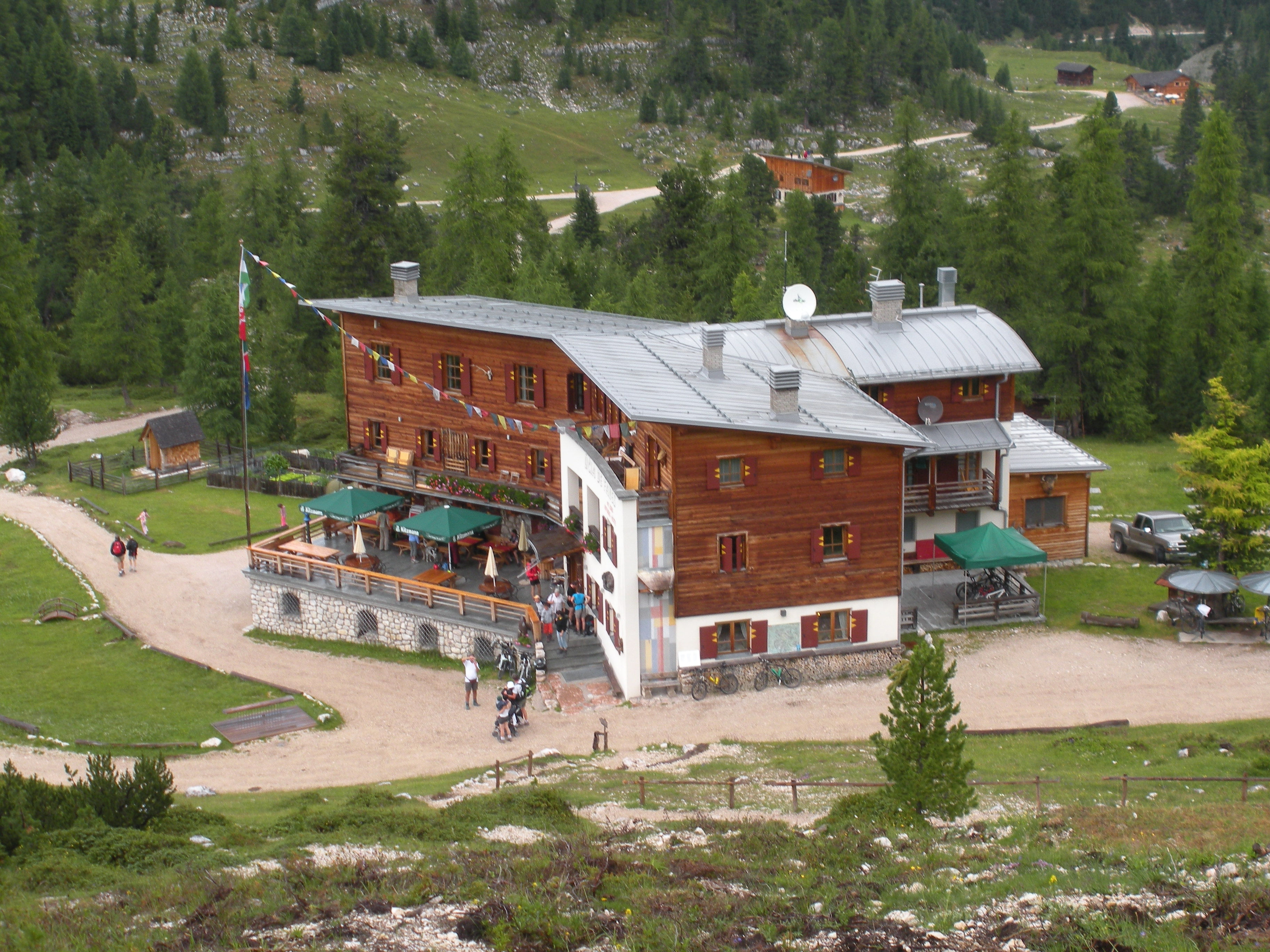
Le refuge Fanes.